# Ephelis brabanti
Ephelis brabanti is een vlinder uit de familie van de grasmotten (Crambidae). De wetenschappelijke naam van deze soort is voor het eerst voorgesteld als Hammocallos brabanti door Pierre Chrétien in een publicatie uit 1908.
De soort komt voor in Algerije.